# Pachyiulus silvestrii
Pachymerium silvestrii — один з видів багатоніжок з роду Pachyiulus, який є італійським ендеміком.